# Akihiro Endo
Akihiro Endo (遠藤 彰弘, Endō Akihiro) (Kagoshima, 18 de setembro de 1975) é um ex-futebolista japonês.

## Carreira
Atuou a maior parte de sua carreira no Yokohama F. Marinos, entre 1994 e 2005, jogando 210 partidas e marcando 14 gols. Defendeu ainda o Vissel Kobe entre 2005 e 2007, ano em que deixou de jogar aos 32 anos.
Nunca defendeu a seleção principal de seu país, representando apenas a equipe olímpica nos Jogos Olímpicos de Atlanta. O Japão, que ficou no Grupo D juntamente com Brasil, Hungria e Nigéria, caiu na primeira fase, empatado em pontos com o time africano, mas com saldo 0, contra 2 dos nigerianos.
Seu irmão mais novo, Yasuhito, é o recordista de partidas pela Seleção Japonesa, com 152 jogos disputados entre 1998 e 2015.